# Trichoderma saturnisporum
Trichoderma saturnisporum är en svampart som beskrevs av Hammill 1970. Trichoderma saturnisporum ingår i släktet Trichoderma och familjen Hypocreaceae.   Inga underarter finns listade i Catalogue of Life.